# The Mechanical Universe
O universo mecânico. . . E além (The Mechanical Universe...And Beyond em inglês) é um telecurso de 52 partes, filmado no Instituto de Tecnologia da Califórnia (Caltech), que apresenta a física de nível universitário, cobrindo tópicos de Copérnico à mecânica quântica. A série de 1985-86 foi produzida pela Caltech e INTELECOM, um consórcio sem fins lucrativos de faculdades comunitárias da Califórnia agora conhecido como Intelecom Learning, com apoio financeiro da Annenberg/CPB. A série, que foi ao ar em estações afiliadas da PBS antes de ser distribuída em LaserDisc e eventualmente no YouTube, é conhecida por seu uso de animação por computador.

## Resumo
Produzidos a partir de 1982, os vídeos fazem uso intenso de dramatizações históricas e recursos visuais para explicar conceitos da física. Estes eram considerados o estado da arte na época, incorporando quase oito horas de animação por computador criada pelo pioneiro da computação gráfica Jim Blinn. Cada episódio abre e fecha com segmentos em que o professor da Caltech David Goodstein, falando em uma sala de aula, oferece explicações dos conceitos. Depois de mais de um quarto de século, a série ainda é frequentemente usada como auxiliar de ensino suplementar, por sua explicação clara de conceitos fundamentais como a relatividade especial.

## Financiamento
A Annenberg/CPB financiou a produção de The Mechanical Universe. O programa foi um dos primeiros doze projetos financiados pela promessa inicial de US$90 milhões que a Fundação Annenberg deu à Corporation for Public Broadcasting no início dos anos 80. O custo total do projeto foi de aproximadamente US$10 milhões.